# تشارلي فيلاني
تشارلي فيلاني (بالإنجليزية: Charlie Villani)‏ هو لاعب كرة قدم أسترالي، ولد في 2 مارس 1963. شارك مع منتخب أستراليا لكرة القدم. أما مع النوادي، فقد لعب مع أدلايد غالاكسي وأديلايد سيتي وبارا هيلز نايتس وكانبيرا أفسي.